# Zděchov
Zděchov är en ort i Tjeckien.   Den ligger i regionen Zlín, i den östra delen av landet, 280 km öster om huvudstaden Prag. Zděchov ligger 505 meter över havet och antalet invånare är 649.
Terrängen runt Zděchov är lite kuperad. Runt Zděchov är det ganska glesbefolkat, med 50 invånare per kvadratkilometer. Närmaste större samhälle är Vsetín, 10,5 km nordväst om Zděchov. I omgivningarna runt Zděchov växer i huvudsak blandskog.